# Lac Poutrincourt
Lac Poutrincourt är en sjö i Kanada.   Den ligger i regionen Saguenay–Lac-Saint-Jean och provinsen Québec, i den östra delen av landet, 400 km norr om huvudstaden Ottawa. Lac Poutrincourt ligger 392 meter över havet. Arean är 56 kvadratkilometer. Den sträcker sig 19,2 kilometer i nord-sydlig riktning, och 11,3 kilometer i öst-västlig riktning.
Trakten runt Lac Poutrincourt är nära nog obefolkad, med mindre än två invånare per kvadratkilometer.